# Vanessa Koutouan
Vanessa Koutouan, née en 1988, est une militante des droits des femmes ivoirienne. 
Elle est directrice du Centre rural d'Ilomba, une initiative qui promeut l'éducation des filles, installée dans le village de M’Batto Bouaké ville, de Bingerville en Côte d'Ivoire.

## Jeunesse
Vanessa Koutouan est née à Abidjan. Ses parents sont chrétiens et profondément croyants, elle est la benjamine d'une fratrie de sept frères et sœurs.
Elle obtient sa licence en sciences de la communication à l'université Félix-Houphouët-Boigny à Abidjan, suivie d'un master en gestion hôtelière en Italie.

## Carrière
Elle est la directrice du Centre rural d'Ilomba, une initiative éducative située à  Bingerville en Côte d'Ivoire. Le centre promeut l'éducation des filles dans une région où les familles ont plutôt favorisé l'éducation de leurs garçons. 
Álvaro del Portillo a incité les collectivités locales à créer un dispensaire en 1989. Depuis, environ 100 femmes y sont scolarisées, avec un accent particulier sur la formation professionnelle et l'alphabétisation. Le dispensaire forme aussi à l'éducation à la santé dans les zones rurales, en particulier pour les femmes.
En 2015, le dispensaire dispose d'un médecin, de deux infirmières et d'une sage-femme pour soigner 700 patients chaque semaine. Un collège et une unité de formation continue permettent également la formation de jeunes sans moyens financiers.
Vanessa Koutouan estime que la pauvreté en Côte d'Ivoire pourrait être éradiquée en quelques années si les jeunes filles avaient l'opportunité d'étudier plutôt que de travailler dans les champs toute leur vie. Elle dénonce la situation des femmes dans les zones rurales du pays, causée par le manque d'hygiène et de nourriture : extrême pauvreté, illettrisme, difficulté à se nourrir de manière suffisante, maternité précoce et SIDA,.

## Prix
Le 3 mars 2015, Vanessa Koutouan a reçu le prix annuel Harambee-Espagne pour la promotion et l'égalité des femmes africaines, lors d'une cérémonie qui s'est déroulée à Madrid.